# Prosody
Prosody (англ. Prosody, просодия) — это кроссплатформенный XMPP-сервер, написанный на языке программирования Lua. 
От аналогов (таких как ejabberd, OpenFire или Tigase) его отличают низкое потребление ресурсов, простота в использовании и расширяемость.

## История
Разработка Prosody была начата Мэтью Уайлдом (Matthew Wild) в августе 2008 года и его первый релиз, 0.1.0, был выпущен в декабре 2008 года.
Prosody первоначально был под лицензией GNU General Public License (версия 2), но позже переключился на лицензии MIT в своем 3-м выпуске.

## Известные развертывания
XMPP Standards Foundation использует Prosody на xmpp.org, и использует функцию чата для встреч для различных команд XSF.
Сервис микроблогов Identi.ca использовал Prosody для доставки IM-уведомлений.
Remember the Milk использует Prosody для доставки основанных на IM уведомлений.
Collabora использует Prosody на proxies.telepathy.im для стандартной файловой прокси Telepathy (и, следовательно, Empathy).
Питер Сен-Андре (Peter Saint-Andre) (исполнительный директор XMPP Standards Foundation) использует Prosody на http://stpeter.im.
Мессенджер Cryptocat использует Prosody для доставки сообщений